# 王子マテリア
王子マテリア株式会社（おうじマテリア、英: Oji Materia Co., Ltd.）は、王子グループに属する製紙会社である。持株会社である王子ホールディングスの100%出資子会社。旧社名は王子板紙株式会社（おうじいたがみ、英: Oji Paperboard Co., Ltd.）。

## 概要
王子グループの「生活産業資材カンパニー」に属する企業の一つである。段ボール原紙や白板紙などの板紙と、包装用紙を中心に製造・販売する製紙会社である。2012年10月に実施された王子グループの持株会社制への移行にあわせて旧社名の王子板紙から社名を変更した。この際、従来からの段ボール原紙・特殊板紙の製造販売事業および白板紙の製造事業に、王子製紙から承継した白板紙の販売事業、包装用紙の製造販売事業が加わった。
グループ再編前にあたる2010年の時点における王子板紙の紙生産量は約265万トンで、生産量では日本国内で日本製紙・王子製紙に次ぐ第3位の規模を持つ。段ボール原紙の国内市場占有率（シェア）は約27%（2009年）で首位。
前身の王子板紙は2001年設立。当初は王子製紙グループの段ボール原紙共同販売会社であったが、2002年に王子製紙の段ボール原紙製造部門と、メーカー3社（高崎三興・中央板紙・北陽製紙）を統合して製造・販売を一体化し新発足した。

## 沿革

### 王子板紙→王子マテリア
王子板紙は2001年5月30日、王子製紙（3代）・高崎三興・中央板紙・北陽製紙の4社共同で設立。同年7月より4社の段ボール原紙共同販売会社として営業を開始した。
元々は合併を前提とした共同販売会社設立である。
1. 2002年4月1日、王子製紙（3代）が株式交換により高崎三興・中央板紙・北陽製紙・オーアイアールを完全子会社化[9]。
2. 同年10月1日、王子板紙（存続会社）が、高崎三興・中央板紙・北陽製紙・オーアイアールの4社を吸収合併。これに併せて、王子製紙（3代）の段ボール原紙製造部門を会社分割により承継[10]。

これにより王子板紙は製販一体の企業となった。
事実上のルーツである王子製紙（3代）の段ボール原紙事業は、王子製紙の前身の一つである本州製紙（1996年、王子製紙と合併）が1959年に釧路工場を建設して開始した。系列会社の合併により本州製紙は最終的に松本・佐賀・大分の3工場を加えた4工場で段ボール原紙を製造していた。また、王子板紙に合併された企業のうち高崎三興と北陽製紙は本州製紙の系列会社であった。
2006年10月1日、会社分割により江戸川工場を王子製紙から承継した。2011年10月1日には同じく会社分割により王子製紙富士工場を承継、従来からの富士工場と統合して前者を第一工場、後者を第二工場とした。
2012年10月1日付で王子板紙から王子マテリアに社名を変更。同時に王子製紙の白板紙・包装用紙部門を会社分割により承継した。工場は、この再編前は国内13か所であったが、再編後は呉工場が加わって14か所となっている。

### 高崎三興
高崎三興株式会社は、1999年10月1日に、高崎製紙株式会社と三興製紙株式会社が合併して発足した製紙会社である。東京証券取引所市場第一部（東証1部）および大阪証券取引所市場第一部（大証1部）に株式を上場していた（証券コード3868）。

### 中央板紙
中央板紙株式会社は、岐阜県東部を拠点としていた製紙会社で、本社は中津川市。東証1部・大証1部および名古屋証券取引所市場第1部（名証1部）に上場していた（証券コード3887）。
- 1948年5月 - 中央繊維工業所として創業[13]。
- 1949年3月1日 - 中央繊維株式会社設立[13]。
- 1953年9月 - 段ボール原紙専門の中津川工場を開設[15]。
- 1961年4月 - 中央板紙株式会社に社名変更[13]。
- 1961年10月 - 名証2部に上場[13]。
- 1962年8月 - 東証2部に上場[13]。
- 1963年9月 - 大証2部に上場[13]。
- 1970年11月 - 恵那工場に抄紙機を新設[15]。
- 1971年8月 - 東証・大証・名証各2部から各1部に指定替え[13]。
- 1999年9月 - オーアイアール株式会社に生産設備を売却[15]。
  - オーアイアールは、王子製紙・伊藤忠商事・レンゴーの3社で中央板紙を支援するため、資産を買い取り、増資を引き受けさせることを目的に1999年7月28日設立[16]。2001年9月時点で王子製紙90.10%・伊藤忠商事5.94%・レンゴー3.96%出資[14]。
- 2001年7月 - 販売部門を王子板紙に移管。
- 2002年3月26日 - 上場廃止[17]。
- 2002年4月1日 - 株式交換により王子製紙の完全子会社となる（オーアイアールも同様）。
- 2002年10月1日 - 中央板紙・オーアイアール、王子板紙に合併。

### 北陽製紙
北陽製紙株式会社は北海道を拠点としていた製紙会社である。1979年に北見パルプと天塩川製紙が合併して発足した。本社は恵庭市。道内に計3か所の生産拠点を持っていたが、名寄工場に集約している。
- 1952年2月 - 北見林産興業株式会社設立[18]。
- 1953年12月 - 本州製紙（1996年王子製紙と合併）が資本参加[19]。
- 1954年2月 - 北見パルプ株式会社に社名変更[18]。北見工場に（北見市中ノ島町）段ボール原紙を生産する抄紙機を新設[20]。
- 1960年4月 - 日本通運を親会社として天塩川製紙株式会社設立[20]。
- 1961年2月 - 天塩川製紙、名寄工場が操業開始[20]。
- 1965年9月 - 北見パルプ、紋別工場（紋別市元紋別）が操業開始[20]。
- 1968年11月 - 本州製紙が天塩川製紙に経営参加[20]。
- 1979年4月 - 北見パルプと天塩川製紙が合併し、北陽製紙株式会社が発足[21]。
- 1979年5月 - 北見工場の抄紙機を停止[21]。
- 1983年2月 - 紋別工場の抄紙機を停止[22]。
- 1987年1月 - 新旧分離で新・北陽製紙設立。旧社は北陽産業に社名変更し債務償却を進めた[22]。
- 1999年10月1日 - 北陽製紙・王子建材工業・新日本コアが合併[23]（存続会社は王子建材工業[24]）。
  - 王子建材工業株式会社は、1959年10月に苫小牧林産加工株式会社として設立。1962年5月王子林産工業株式会社に改称し、さらに1971年7月王子建材工業に改称していた[25]。
- 2001年7月 - 販売部門を王子板紙に譲渡。
- 2002年4月1日 - 株式交換により王子製紙の完全子会社となる。
- 2002年10月1日 - 王子板紙に合併。

## 主要拠点
本社は、東京都中央区銀座5丁目にある「王子製紙1号館」というビルに入居している。
生産拠点は以下の計14か所である。

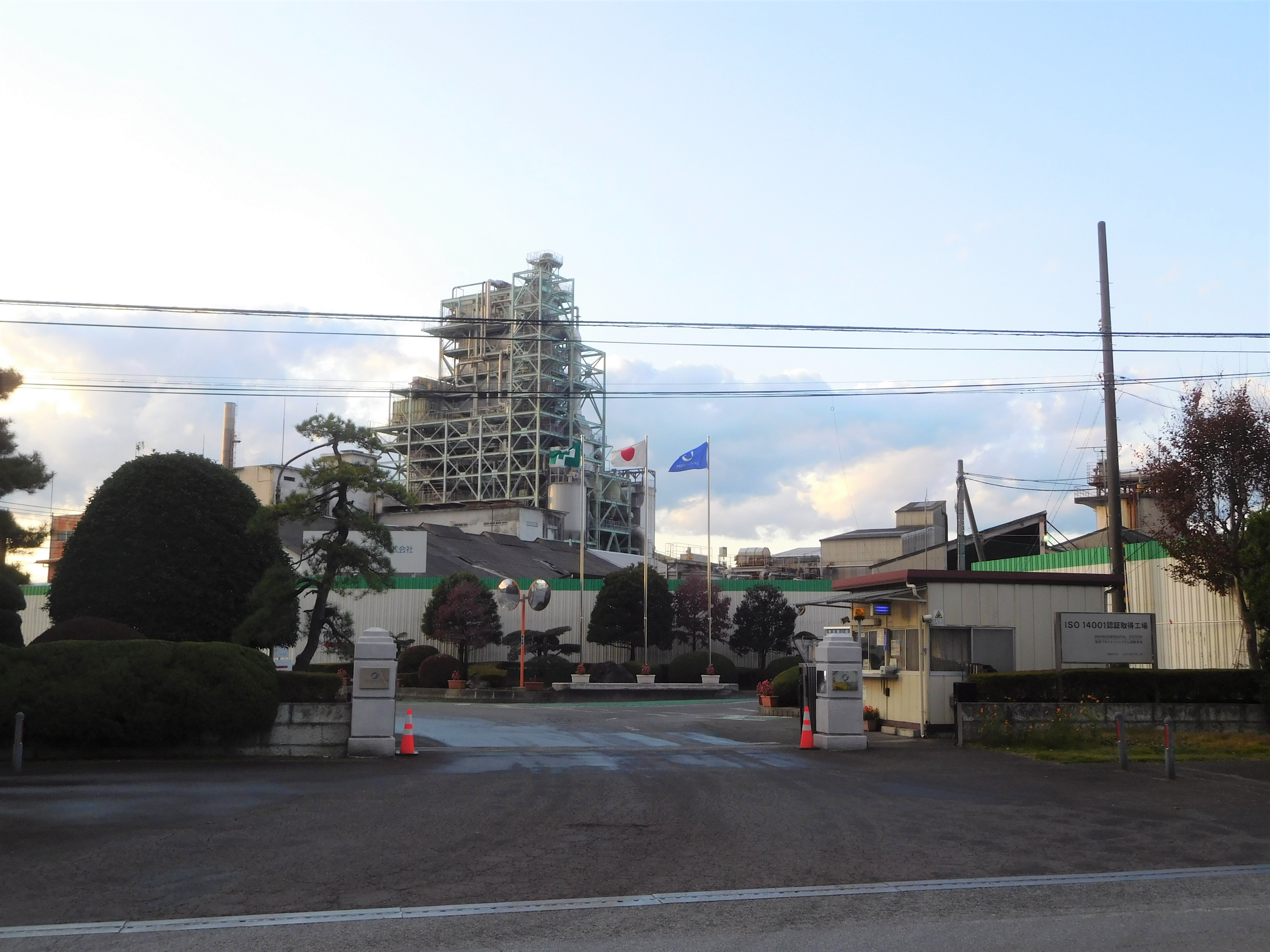
日光工場

- 名寄工場 - 北海道名寄市徳田[26]。旧北陽製紙。2021年12月に閉鎖し、段ボールの製造機能を王子製紙苫小牧工場に集約する予定[27]。
- 釧路工場 - 北海道釧路市大楽毛3丁目[26]。旧王子製紙（本州製紙）。～国内最大の段ボール原紙工場
- 日光工場 - 栃木県宇都宮市白沢町[26]。旧高崎三興（高崎製紙）。
- 江戸川工場 - 東京都江戸川区東篠崎2丁目[26]。旧王子製紙（本州製紙）。
- 富士工場
  - 第一工場 - 静岡県富士市平垣[26]。旧王子製紙（本州製紙）。
  - 第二工場 - 静岡県富士市伝法[26]。旧高崎三興（三興製紙）。
- 松本工場 - 長野県松本市笹賀[26]。旧王子製紙（本州製紙）。
- 岐阜工場
  - 中津川工場 - 岐阜県中津川市小川町[26]。旧中央板紙。
  - 恵那工場 - 岐阜県恵那市大井町[26]。旧中央板紙。
- 祖父江工場 - 愛知県稲沢市祖父江町祖父江外平[26]。旧高崎三興（三興製紙）。
- 大阪工場 - 大阪府大阪市東淀川区南江口3丁目[26]。旧高崎三興（高崎製紙）。
- 呉工場 - 広島県呉市広末広2丁目[26]。旧王子製紙。
- 大分工場 - 大分県大分市小中島[26]。旧王子製紙（本州製紙）。旧兵庫パルプ工業鶴崎工場。[28]
- 佐賀工場 - 佐賀県佐賀市久保田町大字久保田[26]。旧王子製紙（本州製紙）。

## 関連企業
王子マテリアの関連企業では、板紙・白板紙・包装用紙にとどまらず、各種製品の製造を行っている。
生産拠点は以下の計15か所である。
- 北陽紙工株式会社 - 北海道名寄市字徳田20-6
- 宇都宮紙工株式会社 - 栃木県宇都宮市白沢町592
- 新日本フエザーコア株式会社 - 埼玉県さいたま市岩槻区古ケ場1-3-9
- 佐賀板紙株式会社 - 佐賀県小城市牛津町柿樋瀬1140
- 北陽興業株式会社 - 北海道名寄市字徳田20-6
- 釧路王子紙業株式会社 - 北海道釧路市大楽毛3-2-5
- 日光ティーエス紙業株式会社 - 栃木県宇都宮市海道町272
- 江戸川王子紙業株式会社 - 東京都江戸川区東篠崎2-3-2
- 富士王子紙業株式会社 - 静岡県富士市平垣300
- 本州東信株式会社 - 長野県松本市大字笹賀5200-1
- 中板サービス株式会社 - 岐阜県中津川市小川町2-3
- 愛知王子紙業株式会社 - 愛知県稲沢市祖父江町祖父江外平150
- 大阪ティーエス紙業株式会社 - 大阪府大阪市東淀川区南江口3-15-58
- 呉王子紙業株式会社 - 広島県呉市広末広2-1-1
- 大分王子紙業株式会社 - 大分県大分市大字小中島872-1

## 行政指導等
- 2024年1月26日、国土交通省は王子マテリアが下請けのトラック事業者に対して長時間の荷待ちなどを強いた疑いがあるとして、貨物自動車運送事業法に基づき是正を勧告。改善計画の提出を求めた[29]。